# 赫爾曼二世 (士瓦本)
赫爾曼二世（？—1003年5月4日），康拉德家族成員，士瓦本公爵（997年—1003年）。1002年，赫爾曼二世試圖成為德意志國王，但未能成功。

## 生平
赫爾曼二世是康拉德一世的兒子。然而，對於赫爾曼的母親的身份有一些爭議。她通常被說成是士瓦本公爵魯道夫的女兒雷格林特（或里奇林德），因此是皇帝奧托一世的孫女。還有人認為她是馬奇塔爾的阿達爾貝特的女兒朱迪思。
997年，康拉德一世去世後，赫爾曼二世繼承他父親的士瓦本公爵爵位。同年，赫爾曼二世陪同皇帝奧托三世進行了第二次意大利遠征。

## 德意志國王王位候選人
當奧托三世於1002年1月在沒有繼承人的情況下去世時，赫爾曼二世與亨利二世和邁森藩侯埃卡德一世一起，成為德意志國王王位候選人。赫爾曼二世和亨利二世都聲稱自己是奧托王朝的祖先亨利一世的後裔。埃卡德雖然是一個強大的貴族和軍事領袖，但他與奧托王朝的關係更疏遠。埃卡德一世於1002年4月被反對他參選的薩克森人暗殺。根據編年史家梅斯堡的蒂特瑪的說法，1002年4月在亞琛集會的大多數德意志貴族，包括有影響力的科隆大主教克里伯，都支持赫爾曼二世。相反，他在1002年6月7日讓美因茨大主教威利吉斯為自己塗油並加冕為國王。 (赫爾曼二世曾試圖阻止亨利二世到達美因茨，但沒有成功。赫爾曼二世最初拒絕接受亨利二世為國王。他對亨利二世和他的支持者採取軍事行動，包括在斯特拉斯堡，赫爾曼二世的軍隊在那裡搶劫主教教堂。然而，到了1002年10月，赫爾曼二世在布魯赫薩爾對亨利二世進行服從的儀式（deditio）。赫爾曼二世接受亨利二世的王權，並承諾對斯特拉斯堡遭受的損失進行賠償。1002年聖誕節，赫爾曼出席在法蘭克福舉行的帝國法庭，表明他與亨利二世的關係有所改善。1003年1月，亨利二世要求赫爾曼二世將斯特拉斯堡的聖斯蒂芬女修道院的控制權讓給斯特拉斯堡主教維爾納。

## 婚姻和子女
赫爾曼二世與勃艮第國王康拉德三世的女兒戈爾貝佳結婚。赫爾曼二世與戈爾貝佳有三個孩子：
- 士瓦本的吉塞拉，她是神聖羅馬皇帝康拉德二世的妻子[10] ，之前曾嫁給不倫瑞克伯爵布倫一世（英语：Brun I, Count of Brunswick）及士瓦本公爵恩斯特一世。
- 士瓦本的瑪蒂爾達，她是上洛林公爵弗雷德里克二世的妻子[11]。
- 赫爾曼三世，士瓦本公爵[10]。
- 比阿特麗斯(?)(1025年2月25日以後去世)，她嫁給克恩頓公爵埃彭施泰因的阿達爾貝羅（英语：Adalbero, Duke of Carinthia）[10]。

## 逝世
1003年5月4日，在赫爾曼二世讓出對斯特拉斯堡一個女修道院的控制權後不久便逝世。同時代的人認為他的死亡是對他褻瀆斯特拉斯堡主教教堂的神聖懲罰。赫爾曼二世逝世後，亨利二世將阿爾薩斯從士瓦本分離出來並管轄該公國。這種情況一直持續到赫爾曼二世的兒子和繼任者赫爾曼三世統治時期，亨利二世在他未成年時充當他的監護人。